# Neochoroterpes nanita
Neochoroterpes nanita is een haft uit de familie Leptophlebiidae. De wetenschappelijke naam van de soort is voor het eerst geldig gepubliceerd in 1934 door Traver.
De soort komt voor in het Nearctisch gebied.